# Витка (Ленинградская область)
Витка — деревня в Пчевском сельском поселении Киришского района Ленинградской области.

## История
Деревня Вить, состоящая из 37 крестьянских дворов, упоминается на карте Санкт-Петербургской губернии Ф. Ф. Шуберта 1834 года.

ВИТКА — деревня принадлежит Казённому ведомству, число жителей по ревизии: 77 м. п., 77 ж. п. (1838 год)

Как деревня Вить из 37 дворов, она обозначена на специальной карте западной части России Ф. Ф. Шуберта 1844 года.

ВИТКА — деревня Ведомства государственного имущества, по просёлочной дороге, число дворов — 37, число душ — 87 м. п. (1856 год)

ВИТКА (ВИТЬ) — деревня казённая при реках Витке и Чёрной, число дворов — 20, число жителей: 48 м. п., 111 ж. п.; Часовня православная. (1862 год)

Сборник Центрального статистического комитета описывал её так:

ВИТКА (ВИТЬ) — деревня бывшая государственная при реке Чёрной Задневке, дворов — 42, жителей — 212; Часовня, лавка. (1885 год)

Согласно епархиальным сведениям 1899 года деревня относилась к приходу Предтеченской (ранее Николаевского Городицкого погоста) церкви в селе Мотохово.
В конце XIX века деревня административно относилась ко 2-му стану Новоладожского уезда Санкт-Петербургской губернии, в начале XX века — к Городищенской волости 5-го земского участка 1-го стана.
По данным «Памятной книжки Санкт-Петербургской губернии» за 1905 год деревня Витка входила в состав Витенского сельского общества.

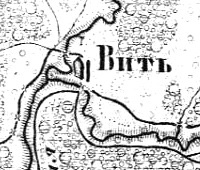
Деревня Витка на карте 1915 года

Согласно карте Петроградской и Новгородской губерний 1915 года деревня называлась Вить. К северу от деревни располагалась ветряная мельница.
В 1917 году деревня входила в состав Витинского сельсовета Городищенской волости Новоладожского уезда.
С 1918 по 1923 год деревня Витка входила в состав Захожской волости.
С 1923 года в составе Глажевской волости Волховского уезда.
Согласно данным переписи населения СССР 1926 года в деревне Витка проживали 308 человек — все русские. 
С 1927 года в составе Андреевского района.
С 1928 года в составе Захожского сельсовета. В 1928 году население деревни Витка также составляло 308 человек.
С 1931 года в составе Киришского района. В 1931 году в деревне был организован колхоз «Красная Витка».
Согласно карте Ленинградской области Северо-западного аэрогеодезического треста ГГУ издания 1932 года деревня насчитывала 35 крестьянских дворов. В деревне находилась почта, часовня и две ветряных мельницы.
По данным 1933 года деревня Витка входила в состав Захожского сельсовета Киришского района.

План деревни Витка. 1937 год

Согласно топографической карте РККА 1937 года деревня насчитывала 52 крестьянских двора. В деревне находились часовня и ветряная мельница, работал колхоз «Красная Витка»
Согласно данным переписи населения СССР 1939 года в деревне Витка проживали 85 мужчин и 114 женщин, всего 199 человек.
С 1954 года в составе Мотоховского сельсовета.
С 1963 года в составе Волховского района.
С 1965 года вновь составе Киришского района. В 1965 году население деревни Витка составляло 91 человек.
По данным 1966 года деревня Витка также входила в состав Мотоховского сельсовета.
По данным 1973 и 1990 годов деревня Витка входила в состав Пчевского сельсовета.
В 1997 году в деревне Витка Пчевской волости проживали 27 человек, в 2002 году — 21 (все русские).
В 2007 году в деревне Витка Пчевского СП проживали 22 человека, в 2010 году — 23.

## География
Деревня расположена в северной части района на автодороге 41К-549 (Пчева — Дубняги).
Расстояние до административного центра поселения — 12 км.
Расстояние до ближайшей железнодорожной станции Глажево — 21 км.
Деревня находится на правом берегу реки Чёрная в месте впадения в неё реки Задневка.

## Демография
| 1838 | 1862 | 1885 | 1928 | 1965 | 1997 | 2002 |
| ---- | ---- | ---- | ---- | ---- | ---- | ---- |
| 154  | ↗159 | ↗212 | ↗308 | ↘91  | ↘27  | ↘21  |
| 2007 | 2010 | 2017 |      |      |      |      |
| ↗22  | ↗23  | ↘12  |      |      |      |      |

### Национальный состав
Согласно данным Всероссийской переписи населения 2021 года в деревне проживали 23 человека, все русские.